# جون ستيوارت بل
جون ستيوارت بيل (بالإنجليزية: John Stewart Bell)‏ (28 يونيو 1928 - 1 أكتوبر 1990) هو فيزيائي من أيرلندا الشمالية وصاحب مبرهنة بل المهمة في ميكانيكا الكم والمتعلقة بنظرية المتغير الخفي.

## الجوائز والتكريم
- جائزة داني هينمان للفيزياء الرياضية (1989).[13]

## روابط خارجية
- جون ستيوارت بل على موقع الموسوعة البريطانية (الإنجليزية)
- جون ستيوارت بل على موقع إن إن دي بي (الإنجليزية)